# Liste der denkmalgeschützten Objekte in Anras
Die Liste der denkmalgeschützten Objekte in Anras enthält die 24 unbeweglichen denkmalgeschützten Objekte der Gemeinde Anras.

## Denkmäler
| Foto |                 | Denkmal                                                                                     | Standort                                                   | Beschreibung | Metadaten |
| ---- | --------------- | ------------------------------------------------------------------------------------------- | ---------------------------------------------------------- | --- | --- |
| ja   | Datei hochladen | Trogerkasten HERIS-ID: 6919 Objekt-ID: 2802 TKK: 16791                                      | bei Dorf 10 Standort KG: Anras                             | Der Trogerkasten ist ein doppelgeschoßiges, gemauertes Bauwerk mit gemauerter Freitreppe und Segmentbogenportal. Das zum Haus Dorf Nr. 10 gehörende Gebäude trägt die Inschrift „17 IHS 79“. | BDA-Hist.: Q37940265 Status: Bescheid Stand der BDA-Liste: 2025-06-30 Name: Trogerkasten GstNr.: .22 Trogerkasten                                                |
| ja   | Datei hochladen | Gschwendter-Stadel HERIS-ID: 6917 Objekt-ID: 2800 TKK: 16819                                | bei Dorf 13 Standort KG: Anras                             | Beim Gschwendter-Stadel handelt es sich um ein zweigeschoßiges Wirtschaftsgebäude, das zum Haus Dorf Nr. 13 gehört. Es diente Ende des 18. Jahrhunderts als erstes Schulhaus der Gemeinde und wurde im 19. Jahrhundert zu einem Futterhaus mit gemauertem Stall ausgebaut. | BDA-Hist.: Q37940084 Status: § 57-Mandatsbescheid Stand der BDA-Liste: 2025-06-30 Name: Gschwendter-Stadel GstNr.: 1254 Gschwendter Stadel                       |
| ja   | Datei hochladen | Gasthaus Goller HERIS-ID: 6916 Objekt-ID: 2799 TKK: 16818                                   | Dorf 34 Standort KG: Anras                                 | Das Gasthaus Goller war das Geburtshaus von Franz Hattler. Der Bau selbst stammt aus dem Ende des 18. Jahrhunderts, wobei ein aus dem 16. Jahrhundert stammender Kornkasten in das Gebäude integriert wurde. | BDA-Hist.: Q37940010 Status: Bescheid Stand der BDA-Liste: 2025-06-30 Name: Gasthaus Goller GstNr.: .15                                                          |
| ja   | Datei hochladen | Widum HERIS-ID: 6915 Objekt-ID: 2798 TKK: 16953                                             | Dorf 35 Standort KG: Anras                                 | Das Widum von Anras wurde in der Mitte des 18. Jahrhunderts als zweigeschoßiges Bauwerk mit Krüppelwalmdach errichtet. | BDA-Hist.: Q37939949 Status: § 2a Stand der BDA-Liste: 2025-06-30 Name: Widum GstNr.: 1290 Anras-Widum                                                           |
| ja   | Datei hochladen | Bauernhaus Mesner HERIS-ID: 6920 Objekt-ID: 2803 TKK: 16824                                 | Dorf 42 Standort KG: Anras                                 | Das Bauernhaus aus der zweiten Hälfte des 18. Jahrhunderts steht im Dorfzentrum von Anras. Der quergeteilte, zweigeschoßige Einhof in Mischbauweise hat ein bretterschindelgedecktes Satteldach. Der vorne liegende Wohnteil hat einen Mittelflurgrundriss, einen Obergeschoß- und Giebelsöller an der Südfassade sowie gemalte Eckquaderung und Faschenrahmung an den Maueröffnungen. Die hangseitiger Tenneneinfahrt führt in den rückwärtig anschließenden Wirtschaftsteil.                                                                                                  | BDA-Hist.: Q37940295 Status: Bescheid Stand der BDA-Liste: 2025-06-30 Name: Bauernhaus Mesner GstNr.: 1289 Einhof Mesnergut                                      |
| ja   | Datei hochladen | Kath. Pfarrkirche St. Stephan HERIS-ID: 6911 Objekt-ID: 2794 TKK: 16741                     | Dorf 45 Standort KG: Anras                                 | Die Pfarrkirche St. Stephan geht auf einen Sakralraum aus dem 5. Jahrhundert nach Christus zurück, wobei um 1325 ein Neubau der Kirche erfolgte. Vom Neubau blieben Bauteile in der gotischen Pfarrkirche erhalten, die heute als Kriegergedächtniskapelle verwendet wird. 1753/56 erfolgte der Anbau eines barocken Langhauses mit Chor nach Plänen von Franz de Paula Penz. Die Pfarrkirche ist innen und außen mit Fresken von Martin Knoller von 1754 dekoriert, der Hochaltar aus dem Jahr 1756 zeigt die Steinigung des heiligen Stephan.                                 | BDA-Hist.: Q37939727 Status: § 2a Stand der BDA-Liste: 2025-06-30 Name: Kath. Pfarrkirche St. Stephan GstNr.: 1281, 1 St. Stephanus (Anras)                      |
| ja   | Datei hochladen | Gericht, Pfleghof (Schloss Anras) HERIS-ID: 6914 Objekt-ID: 2797 TKK: 16827                 | Dorf 45 Standort KG: Anras                                 | Das Pfleggerichtshaus Schloss Anras war das Verwaltungsgebäude und die Sommerresidenz der Bischöfe von Brixen. Der erste mittelalterliche Bau des Pfleghofes wurde im dritten Viertel des 14. Jahrhunderts errichtet. Im 15. Jahrhundert erfolgten mehrfache Erweiterungen des romanischen Kerns. Nach dem Anbau des romanischen Rundbaus Ende des 16. Jahrhunderts wurde der Pfleghof im Zuge des Neubaus der Pfarrkirche barockisiert. | BDA-Hist.: Q1794882 Status: Bescheid Stand der BDA-Liste: 2025-06-30 Name: Gericht, Pfleghof GstNr.: 1280 Anras-Gericht, Pfleghof                                |
| ja   | Datei hochladen | Friedhofskapelle, ehem. Pfarrkirche hl. Stephanus HERIS-ID: 6912 Objekt-ID: 2795 TKK: 16744 | bei Dorf 45 Standort KG: Anras                             | | BDA-Hist.: Q37939754 Status: § 2a Stand der BDA-Liste: 2025-06-30 Name: Friedhofskapelle, ehem. Pfarrkirche hl. Stephanus GstNr.: 1281, 1 Anras-Friedhofskapelle |
| ja   | Datei hochladen | Friedhof HERIS-ID: 6913 Objekt-ID: 2796 TKK: 81285                                          | bei Dorf 45 Standort KG: Anras                             | | BDA-Hist.: Q37939852 Status: § 2a Stand der BDA-Liste: 2025-06-30 Name: Friedhof GstNr.: 1                                                                       |
| ja   | Datei hochladen | Noiler-Kasten HERIS-ID: 6918 Objekt-ID: 2801 TKK: 16792                                     | bei Dorf 47 Standort KG: Anras                             | Der Noilerkasten ist ein zum Haus Dorf Nr. 26 gehörender, spätgotischer Kornkasten, dessen Balkendecke auf das Jahr 1451 datiert wird. Anfang des 17. Jahrhunderts wurde das Gebäude barock erweitert. | BDA-Hist.: Q37940159 Status: Bescheid Stand der BDA-Liste: 2025-06-30 Name: Noiler-Kasten GstNr.: 1277 Noilerkasten                                              |
| ja   | Datei hochladen | Hl. Grabkapelle mit Kreuzweg HERIS-ID: 6922 Objekt-ID: 2805                                 | westlich Dorf 61 Standort KG: Anras                        | | BDA-Hist.: Q37940398 Status: § 2a Stand der BDA-Liste: 2025-06-30 Name: Hl. Grabkapelle mit Kreuzweg GstNr.: 580 Anras-Grabkapelle und Kreuzweg                  |
| ja   | Datei hochladen | Kath. Filialkirche hl. Antonius von Padua HERIS-ID: 6921 Objekt-ID: 2804 TKK: 16747         | Dorf Standort KG: Anras                                    | Die westlich von Anras liegende Filialkirche stammt aus der Mitte des 15. Jahrhunderts. Das spätgotische Bauwerk verfügt über reiche Wandmalereien und einen neugotischen Hochaltar, der eine Figur des Kirchenpatrons mit dem Jesukind und einer Lilie in den Händen beherbergt. | BDA-Hist.: Q37940335 Status: § 2a Stand der BDA-Liste: 2025-06-30 Name: Kath. Filialkirche hl. Antonius von Padua GstNr.: .84 Filialkirche Anras                 |
| ja   | Datei hochladen | Mascher-Kasten HERIS-ID: 6936 Objekt-ID: 2819 TKK: 16793                                    | bei Asch 18 Standort KG: Asch mit Winkl                    | Der Macher-Kasten wurde in der ersten Hälfte des 16. Jahrhunderts erbaut. Auf dem eingeschoßigen Massivbau befinden sich Rötelzeichnungen aus der Bauzeit, die einen Jäger mit Hirsch sowie einen Kirchenbau zeigen. | BDA-Hist.: Q37941222 Status: Bescheid Stand der BDA-Liste: 2025-06-30 Name: Mascher-Kasten GstNr.: .40/1 Asch-Mascher Kasten                                     |
| ja   | Datei hochladen | Trögeler-Kasten HERIS-ID: 6937 Objekt-ID: 2820 TKK: 16795                                   | bei Asch 31 Standort KG: Asch mit Winkl                    | Der Trögelerkasten ist ein zweigeschoßiger Massivbau mit zwei Rechtecktüren und einer Freitreppe. An der Eingangsfront findet sich ein Chronogramm mit verschlüsselter Jahreszahl „1777“. | BDA-Hist.: Q37941275 Status: Bescheid Stand der BDA-Liste: 2025-06-30 Name: Trögeler-Kasten GstNr.: .26 Trögeler-Kasten                                          |
| ja   | Datei hochladen | Mesnerhaus HERIS-ID: 6935 Objekt-ID: 2818 TKK: 16825                                        | Asch 42 Standort KG: Asch mit Winkl                        | | BDA-Hist.: Q37941187 Status: Bescheid Stand der BDA-Liste: 2025-06-30 Name: Mesnerhaus GstNr.: 998 Ehemaliges Mesnerhaus (Asch)                                  |
| ja   | Datei hochladen | Kath. Filialkirche Maria Himmelfahrt HERIS-ID: 6928 Objekt-ID: 2811 TKK: 16742              | neben Asch 51 Standort KG: Asch mit Winkl                  | | BDA-Hist.: Q37940820 Status: § 2a Stand der BDA-Liste: 2025-06-30 Name: Kath. Filialkirche Maria Himmelfahrt GstNr.: .1, 1 Filialkirche Maria Himmelfahrt Anras  |
| BW   | Datei hochladen | Kapelle hl. Josef HERIS-ID: 6930 Objekt-ID: 2813 TKK: 16745                                 | bei Kollreid 1 Standort KG: Asch mit Winkl                 | Die Kapelle zum heiligen Josef liegt in exponierter Lage beim Kollreid-Hof. Sie wurde 1720 erbaut und beherbergt neben Wandmalereien mit Darstellungen aus dem Leben des heiligen Josefs einen Altar aus dem Jahr 1758 mit der Darstellung der Heiligen Familie. | BDA-Hist.: Q37940956 Status: Bescheid Stand der BDA-Liste: 2025-06-30 Name: Kapelle hl. Josef GstNr.: .86                                                        |
| BW   | Datei hochladen | Burgruine Asch, sog. Birgenschloss HERIS-ID: 6939 Objekt-ID: 2822 TKK: 81306seit 2020       | Standort KG: Asch mit Winkl                                | | BDA-Hist.: Q98005041 Status: Bescheid Stand der BDA-Liste: 2025-06-30 Name: Burgruine Asch, sog. Birgenschloss GstNr.: 329/19, 329/40, 329/17                    |
| ja   | Datei hochladen | Bildstock Bartler HERIS-ID: 6932 Objekt-ID: 2815 TKK: 16765                                 | an der Pustertaler Höhenstraße Standort KG: Asch mit Winkl | Der Bildstock Bartler bzw. Partler befindet sich an der Pustertaler Höhenstraße bei der Abzweigung nach Goll. Die Rundbogennische beherbergt eine Gemäldetafel, die Maria mit dem Kind zeigt. | BDA-Hist.: Q37941062 Status: § 2a Stand der BDA-Liste: 2025-06-30 Name: Bildstock Bartler GstNr.: 794 Partlerbildstock                                           |
| ja   | Datei hochladen | Aufnahmsgebäude Mittewald HERIS-ID: 6946 Objekt-ID: 2829 TKK: 16828                         | Mittewald 34 Standort KG: Ried in Anras                    | Der Bahnhof Mittewald an der Drau wurde im Gegensatz zu anderen Stationen an der Bahnlinie nicht nach den Pustertaler Regeltypen errichtet. Auf Grund der Hanglage drei- bzw. zweigeschoßig erbaut, wobei das Erdgeschoß in Steinmauerwerk, das erste Obergeschoß mit glatten Steinquadern und das zweite Obergeschoß mit Sichtmauerwerk ausgeführt wurde. | BDA-Hist.: Q37941773 Status: Bescheid Stand der BDA-Liste: 2025-06-30 Name: Aufnahmsgebäude Mittewald GstNr.: .170                                               |
| BW   | Datei hochladen | Bildstock Klausner HERIS-ID: 6943 Objekt-ID: 2826 TKK: 16767                                | Ried Standort KG: Ried in Anras                            | Der Bildstock Klausner liegt oberhalb von Klausen und wurde wahrscheinlich im 19. Jahrhundert errichtet. In der Nische des Bildstocks befindet sich eine hölzerne Christusfigur bei der Rast. | BDA-Hist.: Q37941633 Status: § 2a Stand der BDA-Liste: 2025-06-30 Name: Bildstock Klausner GstNr.: .32                                                           |
| ja   | Datei hochladen | Kapelle zur Hl. Familie HERIS-ID: 6945 Objekt-ID: 2828 TKK: 16748                           | bei Wiesen 8 Standort KG: Ried in Anras                    | | BDA-Hist.: Q37941733 Status: Bescheid Stand der BDA-Liste: 2025-06-30 Name: Kapelle zur Hl. Familie GstNr.: .44 Kapelle zur Hl. Familie, Anras                   |
| ja   | Datei hochladen | Kath. Filialkirche hl. Geist HERIS-ID: 6940 Objekt-ID: 2823 TKK: 16743                      | gegenüber Unterried 21 Standort KG: Ried in Anras          | | BDA-Hist.: Q37941458 Status: § 2a Stand der BDA-Liste: 2025-06-30 Name: Kath. Filialkirche hl. Geist GstNr.: .1, 1 Filialkirche Unterried                        |
| ja   | Datei hochladen | Bildstock, Weilerstöckl HERIS-ID: 6941 Objekt-ID: 2824 TKK: 16756                           | bei Oberried 1 Standort KG: Ried in Anras                  | Das Weilerstöckl liegt an der Pustertaler Höhenstraße zwischen Anras und Ried. Es ist im Kern gotisch und wurde in seiner heutigen Form im 17. Jahrhundert gestaltet. Der Pfeilerbildstock mit wuchtigem Aufsatz und Zeltdach zeigt in seinen vier Nischen Darstellungen der heiligen Papst Silvester, Johannes von Nepomuk und Florian, die Kreuzigung mit Maria, Johannes, den heiligen Isidor und Notburga, die Krönung Marias durch die heilige Dreifaltigkeit flankiert von den heiligen Franziskus und Antonius von Padua sowie den heiligen Wandel mit Joachim und Anna. | BDA-Hist.: Q37941515 Status: § 2a Stand der BDA-Liste: 2025-06-30 Name: Bildstock, Weilerstöckl GstNr.: 685/1 Weilerstöckl, Anras                                |